# شريف الشربيني
المهندس شريف مجدي حسين أحمد الشربيني (19 يوليو 1982 -) هو وزير الإسكان والمرافق والمجتمعات العمرانية المصري.

## حياته ونشأته
ولد شريف الشربيني في 19 يوليو 1982،حاصل على بكالوريوس الهندسة المدنية سنة 2004.

## مناصب
- تولى رئاسة جهاز العاصمة الإدارية.[3][4]
- رئاسة قسم التصميمات والدراسات المساحية بجهاز مدينة بدر عام 2007.[5]
- عُيِّن معاون رئيس جهاز تنمية مدينة بدر عام 2014.[6]
- نائب رئيس جهاز تنمية مدينة بدر عام 2015.[7]
- رئيس جهاز مدينة السادس من أكتوبر عام 2019.[8]
- نائب رئيس جهاز تنمية مدينة القاهرة الجديدة عام 2017.[9]
- رئيس جهاز مدينة الشروق عام 2017.[10]
- رئيس جهاز العاصمة الإدارية الجديدة عام 2021.[11]
- وزير الإسكان والمرافق والمجتمعات العمرانية المصري منذ 3 يوليو 2024 في حكومة مصطفى مدبولي الثانية.[12]